# Dorney Lake
Dorney Lake è un lago artificiale, che si trova in Inghilterra, nel Buckinghamshire, utilizzato per ospitare competizioni continentali ed internazionali di canottaggio; È stato sede delle regate ai Giochi olimpici di Londra 2012.